# Calibri
Calibri – bezszeryfowy krój pisma stworzony w 2005 roku. Stanowi część nowej paczki czcionek, które są częścią Microsoft Windows Vista; jest także zawarta w Microsoft Office 2007. Spośród sześciu nowych krojów Windows Vista, Calibri najbardziej przypomina Lucida Sans lub Lucida Grande (który jest domyślnym krojem Mac OS X). Calibri zostało zaprojektowane przez Lucas de Groot specjalnie dla korporacji Microsoft.
Krój ten otrzymał nagrodę w The Type System category at the Type Directors Club's Type Design Competition w 2005. Zawiera znaki z Alfabetu łacińskiego, Latin extended, Alfabetu greckiego i Cyrylicy.
Calibri jest domyślnym fontem w Microsoft Office 2007 oraz Windows Vista.

## Przykład
- Calibri
- poniższy akapit zostanie wyświetlony za pomocą kroju Calibri lub Calibri Light, w przypadku ich braku, za pomocą kroju stałopozycyjnego (o stałej szerokości)
Lorem ipsum dolor sit amet, consectetur adipisicing elit, sed do eiusmod tempor incididunt ut labore et dolore magna aliqua. Ut enim ad minim veniam, quis nostrud exercitation ullamco laboris nisi ut aliquip ex ea commodo consequat. Duis aute irure dolor in reprehenderit in voluptate velit esse cillum dolore eu fugiat nulla pariatur. Excepteur sint occaecat cupidatat non proident, sunt in culpa qui officia deserunt mollit anim id est laborum. Cyfry: 0123456789; polskie znaki diakrytyczne: ąćęłńóśźżĄĆĘŁŃÓŚŹŻ; znaki podobne: l I 1 , O 0 ; przykład transkrypcji IPA: /ɪɡ'zɑːmpəl əv aɪpiː'eɪ tɹɑːn'skɹɪpʃən/. Arabski: العربية (al-ʻarabiyyah); chiński: 这是一些汉字。 (zhè shì yī xiē hàn zì.); cyrylica: Кириллица (kirillitsa); grecki: Ελληνικά (elliniká); khmerski: កខ; litery skandynawskie: ÅÄÆÖØ åäæöø; tajski: ฟหกดึ้.